# Cyrus I

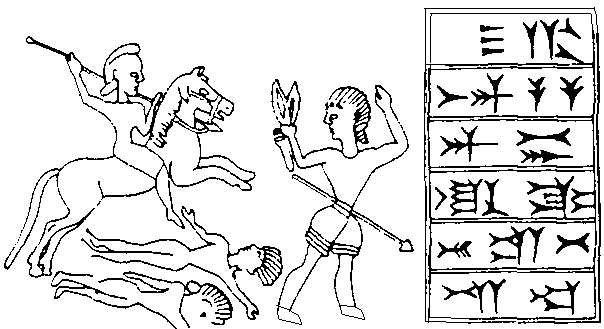
Dấu Ấn chương của vua Cyrus I từ Anshan

Cyrus I (tiếng Ba Tư cổ : Kuruš) là vua của Anshan. Ông sống khoảng 600-580 TCN, nhưng theo nguồn khác thì ông sống khoảng 652-600 trước CN. Tên ông trong tiếng Ba Tư hiện đại là کوروش, còn trong tiếng Hy Lạp ông được gọi là Κύρος.
Cyrus là một thành viên ban đầu của triều đại Achaemenes. Ông rõ ràng là cháu nội của vị vua khai quốc của Vương triều - Achaemenes, và là con trai của vua Teispes xứ Anšān. Người ta cho rằng các con trai của Teispes đã chia năm sẻ bảy vương quốc này sau khi Teispes qua đời. Cyrus làm của Anshan còn anh/em trai ông là vua Ariaramnes của Ba Tư.
Ông là cha của vua Cambyses I và là ông nội của vua Cyrus II, tức Cyrus Đại Đế (khoảng 590 TCN - 530) - vị Hoàng đế sáng lập ra Đế quốc Ba Tư.